# 九龙角水库
九龙角水库是中国河南省洛阳市偃师市境内的一座水库，位于马涧河上，建于1960年。水库正常库容为529万立方米，集雨面积为47平方千米，海拔为323米。